# Hubertus Förster
Hubertus Förster (* 26. April 1929 in Wuppertal-Elberfeld; † 5. Oktober 2020 in Aachen) war ein deutscher Gold- und Silberschmied sowie bildender Künstler. 

## Leben
Hubertus Förster wurde 1929 in Wuppertal geboren. Nach seinem Schulabschluss absolvierte er von 1949 bis 1953 eine Ausbildung zum Silberschmied bei Wolfgang Tümpel in Bielefeld und an der Fachschule für Edelmetall-Gewerbe in Schwäbisch Gmünd.
Nach Abschluss seiner Ausbildung arbeitete Förster von 1953 bis 1956 als Geselle in verschiedenen Werkstätten, um sein handwerkliches Können weiter zu verfeinern.  Im Jahr 1956 begann er seine Tätigkeit als Geselle im Atelier von Fritz Schwerdt, einem renommierten Gold- und Silberschmied. Unter der Anleitung von Schwerdt vertiefte Förster sein Wissen und seine Fertigkeiten und legte 1958 erfolgreich die Meisterprüfung als Gold- und Silberschmied ab. In der Zeit von 1958 bis 1970 führten Hubertus Förster und Fritz Schwerdt gemeinsam das Aachener Goldschmiede-Atelier Schwerdt&Förster.
Nach dem Tode von Fritz Schwerdt im Jahre 1970 gründete Förster gemeinsam mit seiner Frau eine Werkstatt für Gold- und Silberschmiedearbeiten sowie für künstlerische Gestaltung.
Im Jahr 2000 wurde die Werkstatt gemeinsam mit ihrem Sohn weitergeführt.
Am 5. Oktober 2020 verstarb Hubertus Förster im Alter von 91 Jahren.

## Werke (Auswahl)
Für die Kirche St. Mariä unbefleckte Empfängnis in Inden-Pier schufen Schwerdt und Förster im Jahr 1958 den Tabernakel, Förster stellte 1959 das Altarkreuz aus Gold und Email mit einem Kruzifix aus Elfenbein fertig.
1963 zeichneten Schwerdt und Förster in der St.-Hedwigs-Kathedrale in Berlin für den Tabernakel und das vergoldete Altarkreuz verantwortlich, das ein Kruzifixus aus Elfenbein von Kurt Schwippert enthält.
In St. Paulus in Göttingen gestaltete Förster 1968/1969 mehrere Elemente des Altarraums neu, unter anderem das mittlere Chorfenster.
Für St. Brigida in Baal gestaltete Förster 1973 den Tabernakel und das Altarkreuz.
In St. Gregorius in Aachen-Steinebrück steht ein mit 40 Bergkristallen verzierter Osterleuchter, den Förster im Jahr 1990 schuf.